# Shaabi
Shaabi (Arabo egiziano: شعبي, tradotto: Shaʻbī, pronunciato: [ˈʃæʕbi]) è un genere musicale egiziano. È una forma di musica popolare della classe lavoratrice che si è evoluta dal baladi nella seconda metà del XX secolo.

## Storia
Shaabi significa "del popolo". Nacque al Cairo negli anni '70, come una nuova forma di musica urbana che esprimeva le difficoltà e le frustrazioni della moderna vita egiziana. I testi dello Shaabi possono essere sia intensamente politici che pieni di umorismo e doppi sensi. A causa della sua natura di musica di strada e di una diffusa indifferenza nei confronti della legge sul copyright tra gli egiziani, lo Shaabi oggi è principalmente distribuito su nastri e CD piratati.
Il primo cantante shaabi a diventare famoso fu Ahmed Adaweyah, il cui primo album nel 1972 vendette un milione di copie. Come molti cantanti shaabi, Adaweyah era famoso per il suo mawwal.
Più di recente, Shaaban Abdel Rahim è diventato famoso nel 2000 con la controversa Ana Bakra Israel (Odio Israele) ed è rimasto un eroe della classe operaia a causa di una serie di successi politici populisti.
Altri cantanti famosi nel genere shaabi comprendono Saad al-Soghayer, Amina e Abdelbaset Hamouda. Un altro cantante degno di nota è Hakim, che proviene dalla classe media a differenza della maggior parte dei cantanti shaabi e il cui marchio commerciale di shaabi-pop di successo commerciale è generalmente allegro e apolitico.

## Mahraganat
Il più recente nuovo sviluppo uscito dalla scena Shaabi del Cairo è la musica "mahraganat" ('festivals' in arabo مهرجانات‎?, pronuncia mɑh.ɾɑ.ɡɑˈnɑːt), conosciuta anche come "electro-shaabi" in Occidente. Tuttavia gli artisti usano il mahraganat (che significa un evento grande, rumoroso, disordinato e un festival) per distinguersi dallo sha'bi. Gli artisti più noti di questo genere sono Hamo Beka, Oka Wi Ortega, Sadat, Figo, Alaa 50 Cent, Shahta Karika, Islam Fanta.